# مكتب الخطط الخاصة
مكتب الخطط الخاصة OSP، تواجد بين أيلول 2002 وحزيران 2003، كان وحدة تابعة للبينتاغون أسسها بول ولفويتز ودوغلاس فيث وترأَّسه فيث، وكلف وزير الدفاع الأمريكي وقتها دونالد رمسفيلد بتزويد المسؤولين الكبار في إدارة الرئيس دبليو بوش بالمعلومات الاستخباراتية الأولية (التي لم يعالجها محللو الاستخبارات، انظر أيضا إلى نقل المعلومات على مراحل) المتعلقة بالعراق. وقد شكلت وحدة مشابهة تسمى الدائرة الإيرانية بعد عدة سنوات عام 2006 للتعامل مع المعلومات الاستخباراتية المتعلقة بإيران.

## ادعاءات بالتلاعب بالمعلومات الاستخباراتية
قال ضابط وكالة الاستخبارات المركزية السابق لاري سي جونسون في مقابلة مع مجلة ساندي هيرالد الاسكوتلندية «كان مكتب الخطط الخاصة خطيرا على الأمن الوطني الأمريكي وتهديدا للسلم العالمي؛ فقد كذب وتلاعب بالمعلومات الاستخباراتية لإنجاح أجنداته في إزالة صدام؛ إنها مجموعة ذات إيديلوجيا محددة بفكرة مسبقة عن الحقيقة والواقع؛ يأخذون أجزاء من المعلومات لدعم أجنداتهم ويتجاهلون أي شيء مناقض؛ يجب إقصاؤهم».
كتب سيميور هيرش بأنه وفقا لمستشار في البنتاغون لم يذكر اسمه: «أنشئ مكتب الخطط الخاصة لإيجاد دليل على ما أراده ولفويتز ورئيسه وزير الدفاع دونالد رمسفيلد أن يكون صحيحا، بأن صدام حسين له روابط وثيقة مع القاعدة وأن العراق يملك ترسانة ضخمة من الأسلحة الكيميائية والبيولوجية وأسلحة نووية محتملة أيضا تهدد المنطقة والولايات المتحدة...وكانت 'وكالة الاستخبارات المركزية تعمل على تفنيد ارتباط العراق بالإرهاب' كما أخبرني مستشار البنتاغون. 'هذا ماكان يدفعهم. إذا عملت مسبقا مع بيانات استخباراتية سترى وجهة النظر الراسخة في السي آي إيه التي تسبغ الطريقة التي ترى بها البيانات'. أما هدف وحدة الفرق الخاصة كما قال فهو 'وضع البيانات تحت المجهر لكشف مالايراه مجتمع الاستخبارات'.»
تدعم هذه الادعاءات في ملحق لتقرير استخباراتي للجنة مجلس الشيوخ لفترة ما قبل الحرب على العراق، نشر في تموز 2004. وقد بيَّن أن المراجعة الحساسة جدا للعمليات الاستخباراتية للسي آي أيه حول العراق بشكل عام صحيحة بخصوص ضعف العلاقة بين العراق والقاعدة، وأشار أن مكتب الخطط الخاصة المرتبطة مع «الخلية الاستخباراتية حول العراق» والتي ترأسها دوغلاس فيث وتم وصفها في الملحق، سعت لتشويه السمعة وإلقاء ظلال الشك على تحليل وكالة الاستخبارات المركزية، وذلك في جهود لإقامة روابط بين صدام والإرهاب. وفي أحد الأمثلة وكاستجابة لتقرير متحفظ لوكالة الاستخبارات المركزية: «العراق والقاعدة: علاقة غامضة» يقول الملحق أن «أحد الأفراد العاملين لدى الخلية الاستخباراتية التي يقودها فيث صرح بأن تقرير حزيران 2002 يجب أن يقرأ من أجل الاقتناع فقط، ويجب أن يهمل تفسير وكالة الاستخبارات المركزية».
وأطلق فيث على تقرير المكتب بأنه أداة نقد ضرورية جدا لاستخبارات السي آي أيه. يقول: «من الصحي نقد استخبارات السي آي إيه»، ويكمل: «ماكان يقوم به الناس في البنتاغون صحيح، كانت حكومة جيدة». ورفض فيث اتهامات له بمحاولة ربط العراق بعلاقة رسمية مع القاعدة. يقول: «لم يقل أحد في مكتبي أن هناك علاقة عملياتية، إنما قالوا بوجود علاقة فقط».
وفي مثال آخر، وفي مذكرة من "خلية الاستخبارات العراقية" لرمسفيلد وولفويتز في آب 2002 أدانت أساليب تقييم استخبارات السي آي أيه واستنكرت تقليل السي آي أيه الدائم من شأن المسائل المتعلقة باحتمال وجود تعاون بين القاعدة والعراق. وفي أيلول 2002 وقبل يومين من تقييم السي آي أيه النهائي بخصوص علاقة العراق والقاعدة، أعلم فيث مستشارين كبار لديك تشيني وكونداليزا رايس مشيرا إلى ضعف موثوقية السي آي أيه ومدعيا وجود "مشاكل جوهرية" في جمع المعلومات الاستخباراتية عند السي آي أيه. لكن كما نقلت صحيفة الديلي تلغراف البريطانية المحافظة فإن "السيناتور الديمقراطي جاي روكفيلر قال بأن خلية السيد فيث ربما قد تكون أخذت على عاتقها جمع معلومات استخباراتية بشكل "غير قانوني".
أصدر المفتش العام للبينتاغون في شباط 2007 تقريرا لخص بأن مكتب فيث «طور وأنتج ثم نشر تقييمات استخباراتية بديلة عن العلاقة بين العراق والقاعدة تضمنت بعض النتائج التي لم تكن متسقة مع مجتمع الاستخبارات كما رآها صناع القرار الكبار». وجد التقرير أن هذه الأفعال كانت «غير مناسبة» بالرغم أنها «غير قانونية». صرح السيناتور كارل ليفين رئيس لجنة الخدمات المسلحة بمجلس الشيوخ: «إن الشيء الأهم هو أنه تم التلاعب بالمعلومات الاستخباراتية المتعلقة بعلاقة العراق والقاعدة من قبل مسؤولين كبار في وزارة الدفاع لدعم قرار الإدارة بغزو العراق. إن تقرير المفتش العام يقوض إدانة النشاطات غير المناسبة في مكتب سياسة وزارة الدفاع التي ساعدت في سوق الأمة نحو الحرب». وبسبب إصرار السيناتور ليفين رفعت السرية عن تقرير المفتش العام في 6 نيسان 2007 وأعلن للعامة.
قال فيث بأنه يشعر بأن التقرير «برأه». وقال للواشنطن بوست بأن المكتب قدم «نقدا لما يجمع عليه مجتمع الاستخبارات، وفي تقديمه لم يكن تأيدا لما فيه».
وقال فيث أيضا أن تقرير المفتش العام وصل إلى حد المنطق الدائري: «كان الناس في مكتبي يقومون بنقد لما يجمع عليه مجتمع الاستخبارات، وبالتعريف، يكون النقد مختلفا، وإن لم يكن مختلفا لما كانوا ليقوموا به».

## نشاطات غير قانونية مزعومة
كتبت الصحفية لاريزا ألكسندروفا في صحيفة ذا رو ستوري تقريرا عام 2006 بأن مكتب الخطط الخاصة "نشر عدة بعثات من وحدات المهام بشكل مخالف للقانون وغير موافق عليه:
" في العراق قبل وبعد بدء الحرب. وقد عملت هذه الفرق بشكل مستقل عن العمليات، وأحيانا سببت الإرباك في المعارك. وبدا أن هذه المجموعات لها مهمة سياسية أكثر من كونها عسكرية، وتحديدا لإيجاد ضباط الاستخبارات العراقيين المستعدين لإيجاد أدلة على أسلحة الدمار الشامل في العراق بغض النظر إن وجدت أم لا. يقول مصدر مقرب من مجلس الأمن «جاؤوا في صيف 2003، وجاؤوا بالعراقيين للتحقيق معهم، وشرعوا بالحديث عن أسلحة الدمار الشامل وقالوا (لضباط الاستخبارات العراقيين) بأن 'رئيسنا في ورطة، توجه للحرب قائلا بوجود أسلحة دمار شامل وليس هناك أي منها، ماذا يمكننا أن نفعل؟ كيف يمكنكم مساعدتنا؟»
ووفقا لمصدر من الأمم المتحدة، لم يتعاون ضباط الاستخبارات مع مكتب الخطط الخاصة لأنهم كانو يعرفون بأن أدلة أسلحة الدمار الشامل التي تم طبخها «لن تجتاز اختبار الرائحة وسيظهر أن أصلها ليس عراقيا ولا تتبع النهج العراقي.»

## اتهام بالتجسس
اتهم لاري فرانكلن بالتجسس، وهو محلل وخبير بشأن إيران في مكتب فيث، وذلك كجزء من تحقيق أكبر للأف بي آي (انظر إلى فضيحة التجسس للورنس فرانكلن). وشملت الفضيحة تمرير معلومات حول سياسة الولايات المتحدة المتعلقة بإيران نحو إسرائيل عبر لجنة الشؤون العامة الأمريكية الإسرائيلية. كما تم التحقيق بدور فيث.
ووفقا للغارديان، كان لمكتب فيث علاقة غير اعتيادية مع إدارة الاستخبارات الإسرائيلية: كان مكتب الخطط الخاصة قناة مفتوحة نحو البيت الأبيض ولا تتعرض لأي ترشيح، وليس فقط بما يخص المعارضة العراقية؛ إنما أيضا أقامت روابط وثيقة مع عمليات استخباراتية مختصة وموازية داخل مكتب أرييل شارون في إسرائيل وتحديدا لتجاوز الموساد وتزويد إدارة بوش بالمزيد من التقارير المنبهة للأخطار عن عراق صدام أكثر مما كان يحضر الموساد لإقراره.
قال مصدر مطلع على الزيارات: «لم يدخل أي أحد من الإسرائيليين الذين أتوا إلى البنتاغون عبر قنوات عادية، إنما على مسؤولية فيث دون حاجتهم للطرق الاعتيادية».
استمر تبادل المعلومات بعلاقة وطيدة بين السيد فيث وبعض محافظي واشنطن الجدد مع حزب الليكود الإسرائيلي.
كم اتهمت ادعاءات بأن موظفي البنتاغون في مكتب فيث تورطوا في خطط للإطاحة بحكومات إيران وسورية.
عندما شهد الرئيس العام لوكالة الأمن الوطني السابق ميشيل هايدن في جلسة استماع أمام مجلس الشيوخ بمناسبة تعيينه مديرا للاستخبارات المركزية في أيار 2006، سأله السيناتور كارل ليفين عن الضغط الذي قام به مكتب الخطط الخاصة على مجتمع الاستخبارات حول مسألة ارتباط صدام بالقاعدة، وأجاب هايدن بأنه لم يكن مرتاحا حيال تحليل مكتب الخطط الخاصة: إذا كان لدي ثلاثة أطفال، وقلت لي اخرج يا هايدن وجد لي كل الأشياء السيئة التي قاموا بها، يمكنني أن أبني لك ملفا جيدا جدا، وستعتقد أنهم كانوا سيئين جدا، لأن ذلك كان ما أبحث عنه، وهذا ما قمت ببنائه، وسيكون هذا خطأ جسيما، وغير دقيق ومضللا.
كما اعترف أيضا بأنه بعد «طلبات متكررة من مكتب فيث» أعلن عن إخلاء مسؤولية عن التقييمات الاستخباراتية لوكالة الأمن الوطني حول صلات القاعدة والعراق.